# Fenerbahçe Grundig
| Fenerbahçe Grundig Erkek Voleybol Takımı                                            | Fenerbahçe Grundig Erkek Voleybol Takımı    |
| ----------------------------------------------------------------------------------- | ------------------------------------------- |
| Fenerbahçe Grundig Erkek Voleybol Takımı · Fenerbahçe Grundig Erkek Voleybol Takımı |                                             |
| Vereinsdaten                                                                        |                                             |
| Gegründet                                                                           | 1911                                        |
| Vereinsfarben                                                                       | Gelb-Blau                                   |
| Halle                                                                               | Burhan Felek Spor Salonu (Kapazität: 7.000) |
| Vereinsführung                                                                      |                                             |
| Präsident                                                                           | Ali Koç                                     |
| Manager                                                                             |                                             |
| Trainer                                                                             | Daniele Bagnoli                             |
| Co-Trainer                                                                          | Fabio Soli                                  |
| Kontakt                                                                             |                                             |
| Website                                                                             | Fenerbahçe                                  |

Fenerbahçe Grundig Erkek Voleybol Takımı ist ein türkischer Volleyballverein und repräsentiert die Männer-Volleyballabteilung des Sportvereines Fenerbahçe SK aus Istanbul.

## Erfolge

### Erfolge (Türkei)
Türkische Volleyballmeisterschaft
- Meister (5): 2007–08, 2009–10, 2010–11, 2011–12, 2018–19
- Zweiter (5): 2003–04, 2005–06, 2008–09, 2013–14, 2018–19

Türkischer Volleyballpokal
- Pokalsieger (4): 2007–08, 2011–12, 2016–17, 2018–19
- Zweiter (3): 2003–04, 2005–06, 2010–11

Türkischer Volleyball-Supercup
- Sieger (1): 2011, 2012, 2017, 2020

Istanbul Volleyballmeisterschaft
- Meister (9): 1926–27, 1927–28, 1928–29, 1932–33, 1933–34, 1966–67, 1967–68, 1968–69, 1984–85

### Erfolge (Ausland)
Balkan Pokal
- Sieger (2): 2009–10, 2013–14

Challenge Cup
- Sieger (1): 2013–14

Champions League
- Top 16 (1): 2008–09

CEV-Pokal
- Halbfinale (1): 2016–17

### Erfolge (Diverses)
Manavgat Turnuvası (4): 2003, 2004, 2005, 2006
Arçelik Turnuvası (1): 2005